# جيرترود من هوهنبيرغ
     لشخصية أخرى تحمل اسم آنا النمساوية، طالع آنا النمساوية (توضيح).

جيرترود آن من هوهنبيرغ (1225 - 16 فبراير 1281)؛ كانت ملكة ألمانيا القرينة منذ 1273 من خلال زواجها من رودولف الأول دي هابسبورغ، وتعتبر سلف آل هابسبورغ.
هي ابنة بوركهارد الخامس من هوهنبيرغ وماتيلدا ابنة كونت بلاطين رودولف الثاني من توبينغن، تنتسب عائلتها هوهنبيرغ إلى آل هوهنتسولرن العريقة.
تقربياً مع 1251 في الألزاس أصبحت جيرترود متزوجة من رودولف دي هابسبورغ، وأنجبت له إحدى عشر ابناً:-
1. ماتيلد (حوالي.1254 - 23 ديسمبر 1304)؛ تزوجت من لودفيغ الثاني دوق بافاريا، هي والدة لودفيغ الرابع إمبراطور الروماني المقدس.
2. ألبرخت الأول ملك ألمانيا (مايو 1255 - 1 مايو 1308)؛ كذلك دوق النمسا وستيريا، هو سلف العائلة لاحقاً.
3. كاثرين (1256 - 4 أبريل 1282)؛ تزوجت من أوتو الثالث دوق بافاريا، ليس لديهم أبناء.
4. أغنيس [جيرترود] (حوالي.1257 - 11 أكتوبر 1322)؛ تزوجت من ألبرخت الثاني دوق ساكسونيا، لهم ذرية.
5. هيدفيغ (حوالي.1259 - 26 يناير 1285 / 27 أكتوبر 1286)؛ تزوجت من أوتو الرابع مارغريف براندنبورغ-سالتسفيدل، ليس لديهم ذرية.
6. كليمينزا (حوالي.1262 - بعد.7 فبراير 1293)؛ تزوجت من كارلو مارتلو وريث نابولي، هما والدا كارولي الأول ملك المجر، وأيضا جدة الرضيع جان الأول ملك فرنسا.
7. هارتمان (1263 - 21 ديسمبر 1281)؛ غرق في رايناو.
8. رودولف الثاني دوق النمسا وستيريا (1270 - 10 مايو 1290)؛ وأيضا لُقب بدوق شوابيا، هو والد يوهان قاتل العم.
9. جوديث [جوت/بونا](13 مارس 1271 - 18 يونيو 1297)؛ تزوجت من فاتسلاف الثاني ملك بوهيميا، لهم ذرية.
10. سمسون (قبل.19 أكتوبر 1275 - توفي صغيراً).
11. كارل (14 فبراير - 16 أغسطس 1276).